# Epitola stempfferi
Epitola stempfferi är en fjärilsart som beskrevs av Jackson 1962. Epitola stempfferi ingår i släktet Epitola och familjen juvelvingar. Inga underarter finns listade i Catalogue of Life.